# Gladiador ordinari
Gladiador ordinari (en llatí Ordinarii) era el nom donat a l'antiga Roma als gladiadors regulars, que combatien en parelles a la manera usual. Les seves armes podien variar segons el tipus de gladiador de què es tractava, ja que el nom se'ls donava per la forma de combatre. Menys els catervari i de vegades els essedari, tots els tipus de gladiadors poden ser considerats ordinaris.